# کیم کارداشیان
کیمبرلی نوئل کارداشیان (انگلیسی: Kimberly Noel Kardashian؛ پیش‌تر وست؛ زادهٔ ۲۱ اکتبر ۱۹۸۰) شخصیت تلویزیونی و بازرگان آمریکایی است. او برای نخستین بار به عنوان دوست و استایلیست پاریس هیلتون مورد توجه رسانه‌ها قرار گرفت ولی پس از سال ۲۰۰۷ بسیار گسترده‌تر مورد توجه قرار گرفت. پس از این رویداد و در همان سال، او و خانواده‌اش آغاز به حضور در مجموعه تلویزیونی پابه‌پای خانواده کارداشیان (۲۰۰۷–۲۰۲۱) کردند. شهرت این خانواده پس از انجام این مجموعه رفته رفته بیشتر شد.
کارداشیان در طول سال‌ها حضورش در رسانه‌های اجتماعی را گسترش داده و صدها میلیون دنبال کننده در توییتر و اینستاگرام دارد. او انواع محصولات مرتبط با نام خود را منتشر کرده است، از جمله یک بازی موبایل، یک کتاب عکس و انواع پوشاک و لوازم آرایشی. رابطه وی با رپر مشهور کانیه وست نیز پوشش رسانه‌ای بسیار قابل توجهی داشته است. این زوج در سال ۲۰۱۴ ازدواج کردند و چهار فرزند با هم دارند. کارداشیان تاکنون به عنوان بازیگر فرعی چندین فیلم سینمایی هم ظاهر شده است. او همچنین در حال گذراندن دوره کارآموزی وکالت در یک مؤسسه حقوقی در کالیفرنیا است و قصد دارد پروانه وکالت خود را دریافت کند.
مجله تایم، در سال ۲۰۱۵ کارداشیان را در لیست ۱۰۰ فرد تأثیرگذار جهان قرار داد. منتقدان و تحسین‌کنندگان وی، او را نمونه‌ای از به‌اصطلاح «مشهور بودن به‌دلیل مشهور بودن» می‌دانند. این اصطلاح انتقادی به شخصی گفته می‌شود که بدون هیچ دلیل مشخصی مشهور است (در مقابل شهرت بر اساس موفقیت خاص، مهارت یا استعداد).

## اوایل زندگی
کارداشیان زادهٔ ۲۱ اکتبر ۱۹۸۰ در لس آنجلس، کالیفرنیا، دختر رابرت کارداشیان، وکیل مدافع و کریس جنر است. او دو خواهر به نام‌های کورتنی و کلویی و یک برادر به نام راب دارد.
پدر کیم از سومین نسل ارمنی‌های آمریکایی است. در سال ۱۹۹۴، پدرش به عنوان وکیل مدافع او.جی. سیمپسون در دادگاه محاکمه او حضور داشت. سیمپسون پدرخوانده کیم است. پدر کارداشیان در سال ۲۰۰۳ بر اثر سرطان درگذشت.
مادر او ریشه‌های هلندی، اسکاتلندی و ایرلندی دارد. او در سال ۱۹۸۹ از پدر کیم طلاق گرفت و ۳ سال بعد با بروس جنر قهرمان المپیک ازدواج کرد.
همچنین با ازدواج مجدد مادرش او صاحب سه برادر ناتنی به نام‌های برت، برندون و برودی جنر (مجری تلویزیون) و سه خواهر نانتی به اسم‌های کیسی، کندال و کایلی جنر شد.

## حرفه

### آغاز فعالیت‌ها ۲۰۰۳–۲۰۰۶
تا سال ۲۰۰۳، کارداشیان به‌عنوان استایلیست شخصی برای برندی، بازیگر و خواننده موسیقی آراندبی و خواهر ری جی، کار می‌کرد. در سال ۲۰۰۴، سونیا نوروود، مادر و مدیر برنامه‌های این دو خواهر، ادعا کرد که به کارداشیان تنها یک‌بار اجازه داده بوده است از کارت اعتباری «امریکن اکسپرس» او استفاده کند؛ با این حال کارداشیان و خواهرانش، کلویی و کورتنی، بیش از ۱۲۰ هزار دلار هزینهٔ غیرمجاز روی آن کارت ثبت کرده‌اند. گفته شد بخش عمدهٔ این هزینه‌ها مربوط به خریدهایی بوده است که در سال‌های ۲۰۰۶ و ۲۰۰۷ از بوتیک خانوادگی کارداشیان انجام شده، درحالی‌که او دیگر در آن زمان برای برندی کار نمی‌کرد. نوروود همچنین اظهار داشت که بنا به خواستهٔ فرزندانش شکایت کیفری تنظیم نکرده و به‌طور شخصی موضوع را با کارداشیان در میان گذاشته است. کارداشیان نیز پوزش خواسته و قول بازپرداخت این مبلغ را داده‌بود. در سال ۲۰۰۸ و پس از پرداخت نشدن بدهی، نوروود علیه او اقامهٔ دعوی کرد. کارداشیان تمام این اتهامات را رد کرده است. در سال ۲۰۰۹، طرفین به توافقی محرمانه رسیدند و پرونده مختومه شد.
در سال ۲۰۰۶، کارداشیان به‌عنوان استایلیست برای پاریس هیلتون، دوست دوران کودکی‌اش، شروع به کار کرد. او در چند قسمت از سریال واقع‌نمای زندگی ساده (The Simple Life) ظاهر شد و بارها در کنار هیلتون در مراسم‌ها و مهمانی‌ها دیده شد. شیراز حسن، استراتژیست روابط عمومی که با هیلتون همکاری می‌کرد، در سال ۲۰۲۰ در یک ویژه‌برنامهٔ تلویزیونی ۲۰/۲۰ گفت که کارداشیان و مادرش، کریس جنر، را در سال ۲۰۰۵ ملاقات کرده و کارداشیان «آماده بود هر کاری لازم باشد انجام دهد» تا یک برند موفق برای خود بسازد. همچنین ریک مندوزا، عکاس آزاد که برای مجلهٔ تی‌ام‌زی فعالیت می‌کرد، در همان مصاحبه اظهار داشت وقتی کارداشیان همراه هیلتون به کلوب شبانهٔ هایْد (که در آن زمان یکی از پرطرفدارترین مکان‌های هالیوود بود) می‌رفت، او به‌مدت سه سال متوالی از سوی نشریات زرد مأمور می‌شد تا از کارداشیان عکس بگیرد.
کارداشیان در سال ۲۰۲۱ اذعان کرد که هیلتون «واقعاً برای من یک حرفه را ساخت، و من کاملاً این موضوع را می‌پذیرم.»

### موفقیت و شهرت گسترده ۲۰۰۷–۲۰۱۰

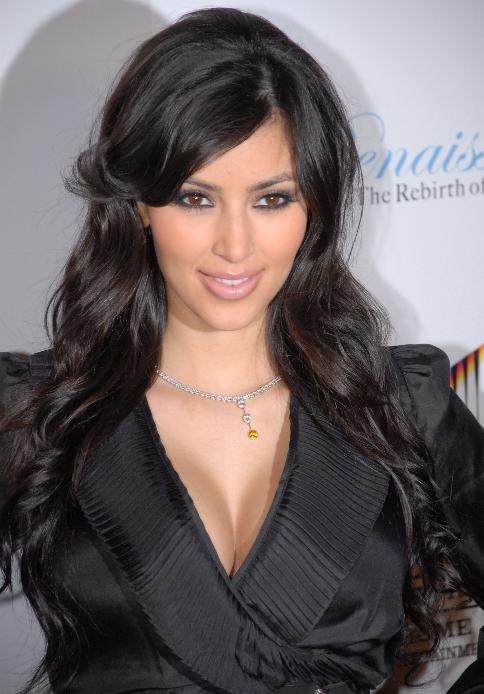
کارداشیان در هقدهمین سالگرد مجله هالیوود لایف در سال ۲۰۰۷

در فوریهٔ ۲۰۰۷، یک ویدئوی جنسی که کارداشیان و خوانندهٔ ری جی در سال ۲۰۰۳ ساخته بودند، در اینترنت منتشر شد و توجه ملی را به خود جلب کرد. کارداشیان علیه شرکت ویوید انترتینمنت به دلیل پخش این فیلم تحت عنوان «سوپراستار، کیم کارداشیان» شکایت کرد. او سه ماه بعد شکایت خود را پس گرفت و با مبلغ گزارش‌شدهٔ ۵ میلیون دلار توافق کرد و به شرکت ویوید اجازه داد تا نسخه‌های این ویدئو را به فروش برساند. گزارش شد که فروش این فیلم در شش هفتهٔ اول نزدیک به ۱٫۵ میلیون دلار درآمد داشته است. چندین رسانه کارداشیان و خانوادهٔ او را به دلیل استفاده از انتشار این ویدئو به‌عنوان یک استراتژی تبلیغاتی برای برنامهٔ واقع‌نمای آینده‌شان مورد انتقاد قرار دادند.
در اکتبر ۲۰۰۷، کارداشیان همراه با مادرش کریس جنر، ناپدری‌اش بروس جنر (در حال حاضر کیتلین جنر)، خواهران و برادرانش کورتنی، کلویی و راب کارداشیان و ناتنی‌هایش کندال و کایلی جنر، در سریال واقع‌نمای پابه‌پای خانواده کارداشیان ظاهر شدند. این سریال برای شبکهٔ ئی! موفقیت‌آمیز بود و منجر به ساخت چندین اسپین‌آف، از جمله کورتنی و کیم نیویورک را تسخیر می‌کنند و کورتنی و کیم میامی را تسخیر می‌کنند شد. سریال اصلی پس از ۲۹۴ قسمت در ژوئن ۲۰۲۱ به پایان رسید.
کارداشیان در دسامبر ۲۰۰۷ در مجلهٔ پلی‌بوی عکس‌های برهنه منتشر کرد و در نوامبر ۲۰۱۰ روی جلد پلی بوی رومانی با مجموعهٔ عکس Poezia Unui Fund Bombat (شعر یک باسن برجسته) ظاهر شد. او نخستین نقش سینمایی خود را در فیلم کمدی فیلم فاجعه(۲۰۰۸) مقابل کارمن الکترا بازی کرد و نقش کاراکتری به نام «لیزا» را بر عهده داشت. در سال ۲۰۰۸، کارداشیان در فصل هفتم برنامهٔ رقص با ستارگان شرکت کرد و با مارک بالاس هم‌رقابت شد. او سومین شرکت‌کننده‌ای بود که حذف شد.
در سپتامبر ۲۰۰۹، فیوژن بیوتی و Seven Bar Foundation کمپینی به نام Kiss Away Poverty را با حضور کارداشیان آغاز کردند. برای هر محصول لیپ فیوژن فروخته‌شده، یک دلار به بنیاد اختصاص می‌یافت تا از کارآفرینان زن در ایالات متحده حمایت شود. در اکتبر همان سال، او اولین عطر خود را با نام کیم کارداشیان منتشر کرد. در همان سال، کارداشیان مجموعهٔ ویدئوی تمرینی منتشر کرد، به‌عنوان مجری مهمان–داور در رسلمانیا ۲۴ حضور یافت، و در برنامه‌های چگونه با مادرتان آشنا شدم، فراتر از استراحت و سی‌اس‌آی: نیویورک به عنوان بازیگر مهمان ظاهر شد.
تا سال ۲۰۱۰، کارداشیان به چندین قرارداد تبلیغاتی جدید نیز وارد شد، از جمله تبلیغ محصولات غذایی کارلز جونیور. در ۱ ژوئیهٔ ۲۰۱۰، شعبهٔ نیویورک موزه مادام توسو مجسمهٔ مومی کارداشیان را رونمایی کرد. او همراه با خواهرانش کورتنی و کلویی، کتاب خودزندگی‌نامه‌ای با عنوان Kardashian Konfidential نوشتند که در ۲۳ نوامبر ۲۰۱۰ منتشر شد و در فهرست پرفروش‌ترین کتاب‌های نیویورک تایمز قرار گرفت.

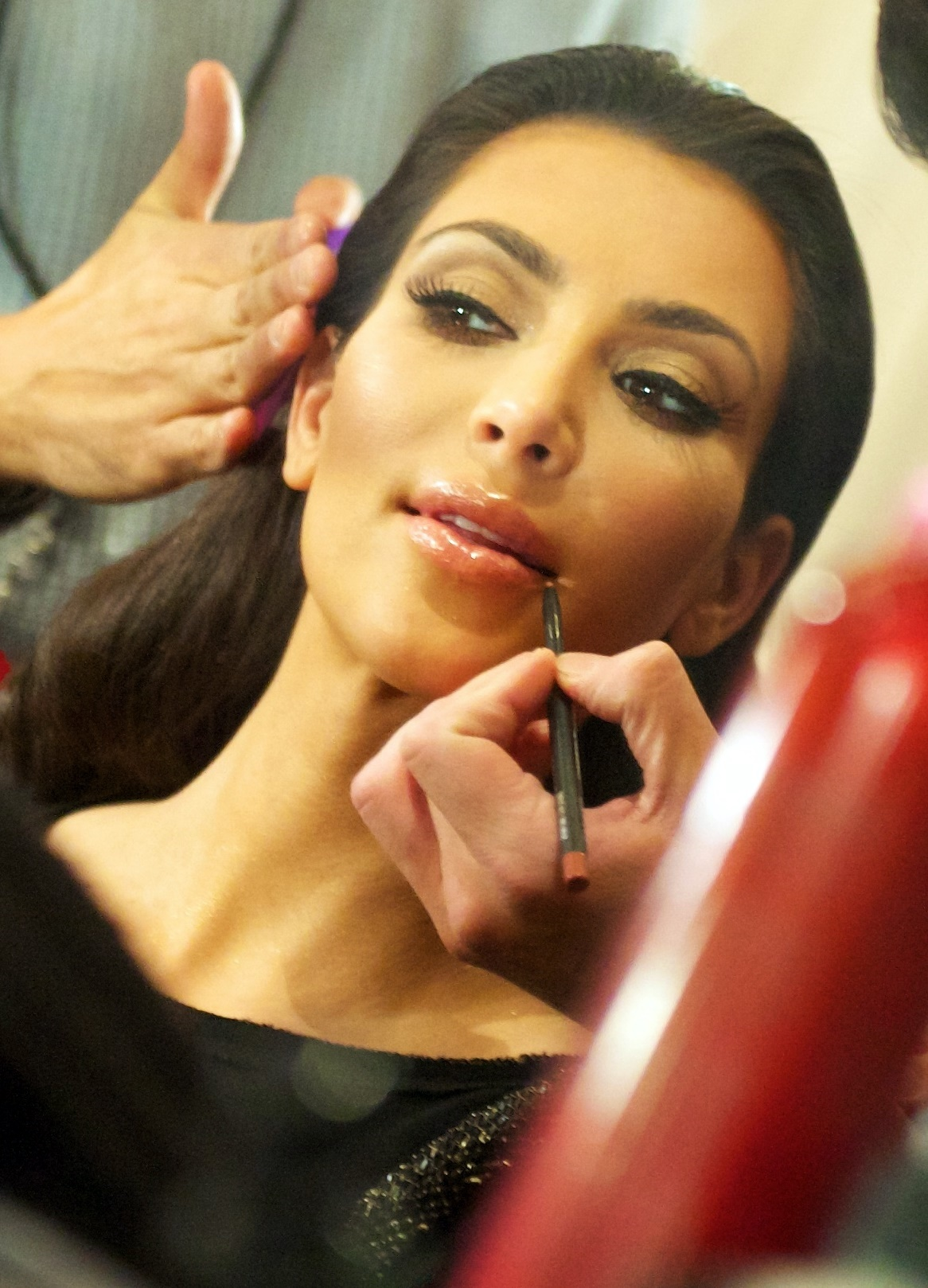
کیم کارداشیان در حال آماده شدن برای مراسم حقیقت قلب در سال ۲۰۱۰

در دسامبر ۲۰۱۰، کارداشیان ویدئوی آهنگی با عنوان آهنگ موردعلاقه (صداشو زیاد کن) را منتشر کرد. این ویدئو توسط هایپ ویلیامز کارگردانی شد و کانیه وست نیز در آن حضور کوتاه داشت. آهنگ توسط د-دریم و تریکی استوارت تولید شد. کارداشیان در پاسخ به این پرسش که آیا آلبومی در دست تولید دارد گفت: «آلبومی در کار نیست، فقط یک آهنگ برای برنامهٔ کورتنی و کیم نیویورک را تسخیر می‌کنند ساخته‌ایم و بخشی از درآمد آن را به بنیاد سرطان اهدا می‌کنیم».
جیم فاربر از دیلی نیوز این آهنگ را «قطعه‌ای بی‌روح و کلیشه‌ای از موسیقی رقص» خواند و کارداشیان را «بدترین خواننده در دنیای تلویزیون واقع‌نما» توصیف کرد.
در همان سال، کارداشیان به‌عنوان تهیه‌کننده در برنامهٔ واقع‌نمای The Spin Crowd حضور داشت، در فصل دهم کارآموز شرکت کرد و به همراه کورتنی و کلوئی در اپیزود افتتاحیهٔ فصل سوم سریال ۹۰۲۱۰ به عنوان خودشان بازی کردند.

### ادامه فعالیت‌ها ۲۰۱۱–۲۰۱۶
در سال ۲۰۱۱، کارداشیان سومین عطر خود با نام «گولد» را عرضه کرد و همچنین به همراه خواهرانش کورتنی و کلویی رمانی با عنوان خانه عروسکی منتشر کرد. در سال ۲۰۱۲، شبکه ئی! برنامه پابه‌پای خانواده کارداشیان را برای دو فصل دیگر تمدید کرد؛ قراردادی که گزارش شد ارزش آن حدود ۵۰ میلیون دلار بوده است. در همان سال، کارداشیان چهارمین عطر خود با نام «True Reflection» را عرضه کرد که در همکاری با شرکت Dress for Success آن را تبلیغ می‌کرد و پنجمین عطر خود با نام «Glam» را نیز از طریق فروشگاه دبنهمس در دسترس قرار داد.
کارداشیان در فیلم Temptation: Confessions of a Marriage Counselor (۲۰۱۳)، یک درام عاشقانه که توسط تایلر پری تولید، نوشته و کارگردانی شد، نقش همکار یک روان‌درمانگر جاه‌طلب را ایفا کرد. در حالی که فیلم در گیشه نسبتاً موفق بود و فروش جهانی آن به ۵۳٫۱ میلیون دلار رسید، واکنش منتقدان منفی بود و کارداشیان جایزه تمشک طلایی بدترین بازیگر مکمل زن را دریافت کرد.

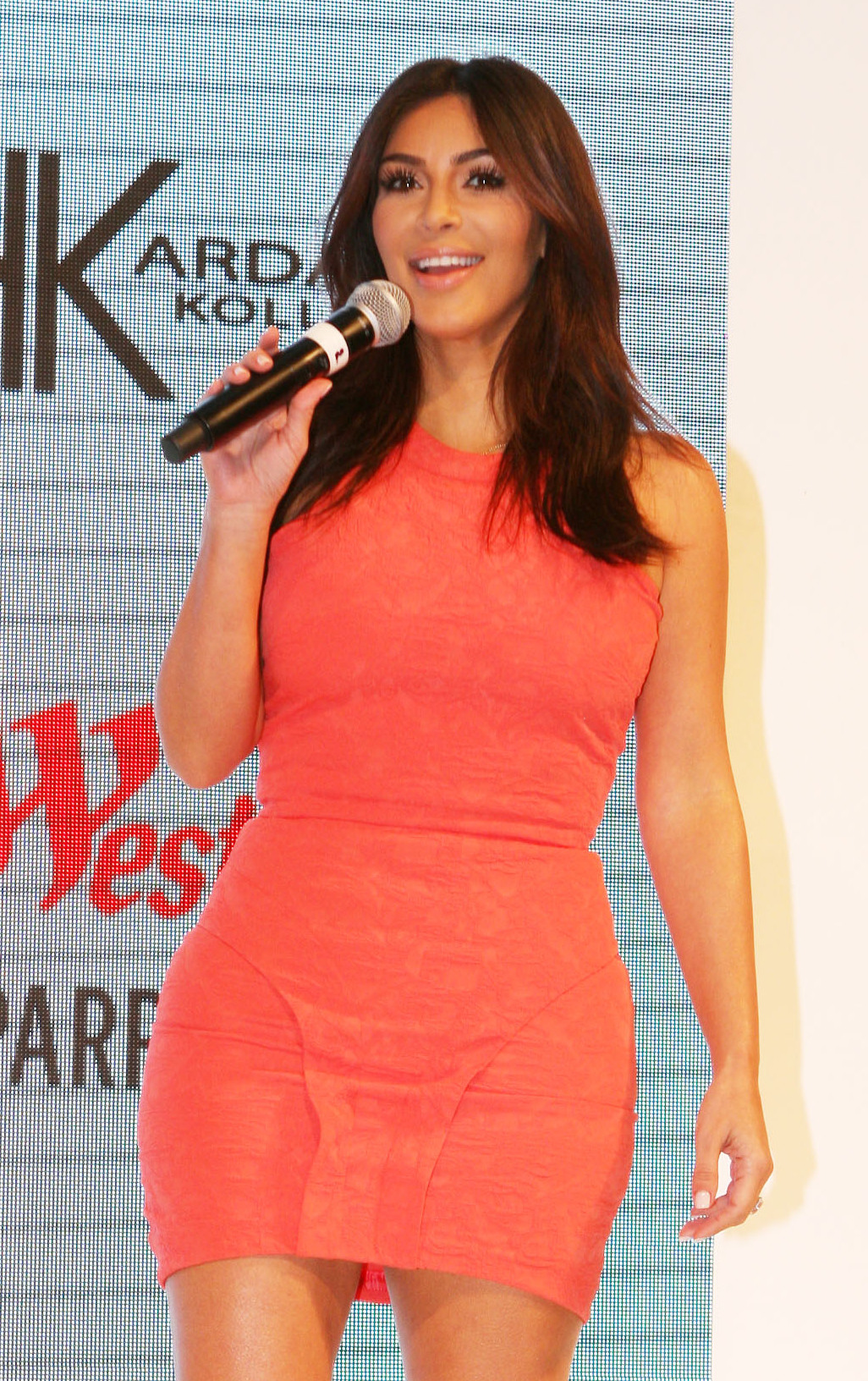
کارداشیان در سیدنی، سپتامبر ۲۰۱۴

در ژوئن ۲۰۱۴، کارداشیان بازی موبایلی Kim Kardashian: Hollywood را برای آیفون و اندروید منتشر کرد. هدف بازی تبدیل شدن به یک ستاره هالیوود بود. این بازی به صورت رایگان قابل دانلود است اما برای آیتم‌های درون برنامه‌ای هزینه دریافت می‌کند. این بازی موفق بود و در پنج روز اول انتشار خود ۱٫۶ میلیون دلار درآمد کسب کرد. در ژوئیه همان سال، شرکت توسعه‌دهنده گلو موبایل اعلام کرد که بازی در رتبه پنجم بیشترین درآمد را در اپ استور اپل داشته است. کارداشیان همچنین در ۲۱ سپتامبر ۲۰۱۴، به عنوان صداپیشه یک بیگانه در اپیزود سریال انیمیشنی بزرگسال بابای آمریکایی! حضور داشت.
کارداشیان بر روی جلد و در یک گزارش تصویری در شماره زمستان ۲۰۱۴ مجله پی‌پر حضور یافت، عکس‌ها توسط ژان-پل گود عکاسی شده بود. بر روی جلد، باسن برهنه او بالای تیتر «Break the Internet» قرار داشت که واکنش گسترده‌ای در رسانه‌های اجتماعی و سنتی ایجاد کرد. یک نویسنده مجله تایم نوشت که برخلاف تصاویر برهنه قبلی سلبریتی‌ها که نماد اعتراض زنان به جامعه سرکوب‌شده بود، نمایش کارداشیان «فقط تحریک و خودنمایی است و تصاویری تکراری که به نظر می‌رسد حقیقت یا بینشی ارائه می‌دهند اما در واقع فقط خودخواهانه هستند». با این حال، این حرکت «یک معیار جدید» در واکنش رسانه‌های اجتماعی ایجاد کرد و وب‌سایت پی‌پر در یک روز ۱۵٫۹ میلیون بازدید دریافت کرد، در حالی که بازدید متوسط روزانه ۲۵٬۰۰۰ بود.
در مه ۲۰۱۵، کارداشیان مجموعه‌ای ۳۲۵ صفحه‌ای از عکس‌های خود با نام «خودخواه» منتشر کرد. این کتاب با استقبال مثبت منتقدان مواجه شد و کت براون از دیلی تلگراف آن را «به طرز غیرمنتظره‌ای فاش‌کننده» و «به‌طور عجیبی تأثیرگذار» توصیف کرد. در همان سال، او بر روی جلد شماره اوت مجله ووگ اسپانیا قرار گرفت و یک بسته ایموجی برای دستگاه‌های آی او اس با نام کیموجی عرضه کرد. این اپلیکیشن به یکی از پنج اپلیکیشن پرفروش در هفته اول انتشار خود تبدیل شد.
تا نوامبر ۲۰۱۶، طبق گزارش سی بی سی مارکتپلیس و مصاحبه با کارشناسان تبلیغات سلبریتی‌ها، کارداشیان برای هر پستی که در اینستاگرام، فیسبوک و توییتر منتشر می‌کرد و محصولاتی مانند لاغرکننده‌های کمر، سفیدکننده‌های دندان، کوکاکولا و خیریه‌های معروف را تبلیغ می‌کرد، دست‌کم ۳۰۰٬۰۰۰ دلار دریافت می‌کرد. بعدها وب‌سایت بیزنس اینسایدر میزان دستمزد او را حدود ۷۲۰٬۰۰۰ دلار برای هر پست اینستاگرام تخمین زد. اگرچه داده‌های مشارکت نشان می‌دهد که ارزش واقعی پست‌های او کمی کمتر است، حضور مداوم او در اخبار باعث می‌شود بتواند مبلغ بالاتری نسبت به قیمت محاسبه‌شده برای هر پست تبلیغاتی اینستاگرام مطالبه کند.

### کی کی دبلیو بیوتی، کی کی دبلیو فرگرنس و اسکیمز (۲۰۱۷–۲۰۱۹)
کارداشیان به همراه خواهرانش کورتنی و کلویی، در سال ۲۰۰۶ زنجیره بوتیک مد Dash را با اولین فروشگاه در کالاباساس، کالیفرنیا راه‌اندازی کردند. این زنجیره تا سال ۲۰۱۸ فعال بود. در سال ۲۰۱۷، کارداشیان خطوط زیبایی و عطر خود را با نام‌های کی کی دبلیو بیوتی و کی کی دبلیو فرگرنس راه‌اندازی کرد.
کارداشیان و لاورن کاکس به‌طور مشترک تهیه‌کننده اجرایی مسابقه واقع‌نمای شبکه لایف‌تایم با عنوان Glam Masters بودند که در فوریه ۲۰۱۸ پخش شد. این مجموعه هشت‌قسمتی دربارهٔ وبلاگ‌نویسان آرایشی مشتاق بود که برای کسب عنوان «Glam Master» رقابت می‌کردند؛ جوایز شامل همکاری با کارداشیان در یک خط تولید محصولات کی کی دابلیو و پیوستن به تیم زیبایی او بود. کارداشیان و برنده مسابقه، آرگنیس پینال، با هم خطی از سایه‌چشم‌های مدادی با نام Créme Color Sticks تولید کردند. او در فیلم سرقتی هشت یار اوشن که در ۸ ژوئن ۲۰۱۸ اکران شد، حضوری کوتاه داشت. پروژه بعدی او، سریال واقع‌نمای دوربین مخفی You Kiddin' Me بود که به همراه شبکه لاینزگیت تله‌ویژن تهیه‌کنندگی مشترک آن را برعهده داشت و در سپتامبر ۲۰۱۸ از طریق فیسبوک واچ پخش شد. او در قسمت نخست این سریال در کنار خواهرانش و مادرش کریس جنر حضور یافت. در نوامبر همان سال، کارداشیان و مادرش در ویژه‌برنامه شبکه ان‌بی‌سی با عنوان یک کریسمس باشکوه با جان و کریسی شرکت کردند.
در مه ۲۰۱۹، کارداشیان در موزیک‌ویدیوی تک‌آهنگ «B.F.A. (Best Friend's Ass)» اثر دیمیتری وگاس و لایک مایک و پاریس هیلتون ظاهر شد. او در ژوئن همان سال یک خط لباس زیر فرم دهنده اندام به نام کیمونو معرفی کرد، اما با انتقادات گسترده‌ای دربارهٔ بی‌احترامی به فرهنگ ژاپن و بی‌توجهی به اهمیت لباس سنتی کیمونو روبه‌رو شد. پس از آن، هشتگ «#کیم اوه نه» در توییتر ترند شد و شهردار کیوتو نامه‌ای به کارداشیان نوشت و از او خواست نام برند را تغییر دهد. او در واکنش به فشار عمومی اعلام کرد که نام برند را تغییر خواهد داد. با این حال، وزیر تجارت ژاپن هیروشی سکو اعلام کرد که مأمورانی برای مذاکره به دفتر ثبت اختراع و نشان تجاری آمریکا اعزام خواهد کرد و ژاپن همچنان این موضوع را زیر نظر دارد. در اوت ۲۰۱۹، کارداشیان برند را با نام اسکیمز بازنام‌گذاری کرد. اسکیمز با همکاری کارداشیان، اما گرید (کارآفرین بریتانیایی) و ینس گرید (کارآفرین سوئدی) تأسیس شد و در سپتامبر همان سال به‌عنوان یک فروش مستقیم به مصرف‌کننده (DTC) از طریق وب‌سایت راه‌اندازی گردید. اندکی بعد محصولات آن در وب‌سایت‌های خرده‌فروشی مختلف نیز عرضه شد. این برند به دلیل اندازه‌های فراگیر و تنوع رنگ لباس‌ها مورد تحسین قرار گرفت و استفاده گسترده از برندینگ سلبریتی‌ها از جمله موسیقی‌دانان، بازیگران و ورزشکاران باعث جلب توجه رسانه‌ای و برجستگی در فرهنگ عامه شد. اسکیمز از زمان راه‌اندازی به تولید انواع لباس راحتی، پوشاک زنانه، لباس مردانه و پوشاک یونیسکس گسترش یافت.
در فوریه ۲۰۲۰، این برند نخستین همکاری خرده‌فروشی خود را با فروشگاه‌های زنجیره‌ای لوکس نوردستروم آغاز کرد. از سال ۲۰۲۱، فروشگاه‌های خرده فروشی موقت در ایالات متحده، اروپا و آسیا افتتاح کرده است. از سال ۲۰۲۴، اسکیمز چندین فروشگاه دائمی در ایالات متحده و بریتانیا افتتاح کرده که ۲۲ شعبه در ایالات متحده قرار دارد. این برند در توافقی ویژه، لباس‌های ورزشی با نام تیم آمریکا را برای ورزشکاران زن تیم المپیک و پارالمپیک آمریکا در بازی‌های المپیک تابستانی ۲۰۲۰ تهیه کرد. این همکاری در بازی‌های المپیک زمستانی ۲۰۲۲ نیز ادامه یافت و یک کالکشن محدود در همکاری با تیم المپیک زمستانی آمریکا عرضه شد. در نوامبر ۲۰۲۱، اسکیمز و فندی مجموعه‌ای مشترک از لباس‌های فرم دهنده اندام، لباس‌های چرمی و بادی‌سوت منتشر کردند. در سال ۲۰۲۳، این برند به‌عنوان شریک رسمی تولید لباس زیر برای ان‌بی‌ای، ان‌بی‌ای زنان و تیم ملی بسکتبال ایالات متحده معرفی شد.
به پاس فعالیت‌هایش در اسکیمز، کارداشیان جایزه «نوآور برند» را در جوایز نوآوران وال‌استریت ژورنال ۲۰۲۱ و جایزه «نوآوری» را در جوایز شورای طراحان مد آمریکا ۲۰۲۳ دریافت کرد. شرکت اسکیمز در فهرست ۱۰۰ شرکت تأثیرگذار جهان در سال ۲۰۲۲ مجله تایم قرار گرفت و تا ژوئیه ۲۰۲۳ ارزشی معادل ۴ میلیارد دلار داشت. در سال ۲۰۲۴ نیز درآمد خالص این شرکت حدود ۱ میلیارد دلار گزارش شد.

### کارداشیان‌ها و فعالیت‌های بازیگری (۲۰۲۰–اکنون)
در ۵ آوریل ۲۰۲۰، مستند کیم کارداشیان وست: پروژه عدالت در شبکهٔ اکسیژن به نمایش درآمد؛ این مستند با حضور و تهیه‌کنندگی کارداشیان ساخته شد و به پیگیری او در زمینهٔ اصلاحات عدالت کیفری و موضوع حبس گسترده در ایالات متحده می‌پرداخت. در سپتامبر همان سال، او در مستند یوتیوب اورجینالز با عنوان This is Paris به‌صورت کوتاه ظاهر شد. در دسامبر ۲۰۲۰ اعلام شد که کیم، خواهران کارداشیان–جنر و مادرشان کریس جنر قراردادی چندساله و انحصاری برای تولید محتوای جهانی با شبکهٔ هولو (زیرمجموعهٔ دیزنی) امضا کرده‌اند. برنامهٔ واقع‌نمای کارداشیان‌ها در آوریل ۲۰۲۲ پخش شد که توسط خواهران کارداشیان و جنر و شرکت بریتانیایی Fulwell 73 تهیه شد. این برنامه به‌عنوان نسخه‌ای «پریمیوم» از پا به پای کارداشیان‌ها توصیف شد و رکورد پربیننده‌ترین آغاز یک مجموعه در سه روز نخست پخش در ایالات متحده در هولو را شکست و همچنین پربیننده‌ترین مجموعهٔ استار اورجینالز در دیزنی پلاس و استار پلاس در بازارهای جهانی شد. تا نوامبر ۲۰۲۳، این مجموعه پربیننده‌ترین برنامهٔ بدون فیلمنامه در تاریخ هولو بود. در ژوئیه ۲۰۲۴، این برنامه برای فصل ششم و هفتم تمدید شد.
کارداشیان در مستند اولین اقدام به کارگردانی ون جونز، که بر اصلاحات عدالت کیفری متمرکز است، حضور یافت؛ این مستند در ژوئن ۲۰۲۱ در جشنواره فیلم ترایبکا نمایش داده شد. در ژوئیه و اوت همان سال، او در قسمت‌های نخست برنامهٔ واقع‌نمای Martha Gets Down and Dirty با حضور مارتا استوارت و همچنین در برنامهٔ آشپزی «آشپز با پاریس» میزبانی پاریس هیلتون در دیسکاوری پلاس و نتفلیکس ظاهر شد. در اوت ۲۰۲۱، کارداشیان صداپیشگی شخصیت «دولورس» (یک پودل) را در فیلم انیمیشن کانادایی گشت پنجه‌ای: فیلم برعهده داشت. کورتنی هاوارد از مجلهٔ ورایتی نوشت که کارداشیان و دیگر صداپیشگان «لحظات بامزهٔ فیلم را به‌خوبی اجرا کردند». او در ادامه نقش خود را در دنبالهٔ این فیلم با عنوان گشت پنجه‌ای: قهرمانان توانا که در سپتامبر ۲۰۲۳ منتشر شد، دوباره ایفا کرد. در اکتبر ۲۰۲۱، کارداشیان مجری برنامهٔ پخش زنده شنبه شب شد و در مونولوگ خود از همسر سابقش کانیه وست، همسر پیشین مادرش کایتلین جنر، خواهرانش، او.جی. سیمپسون و دیگران شوخی کرد.
در ژانویهٔ ۲۰۲۲، در جریان یک دادخواست گروهی علیه شرکت رمزارزی آتریوم مکس به اتهام «بالا ببر و بفروش»، کارداشیان به همراه بوکسور سابق فلوید می‌ودر، بازیکن سابق ان‌بی‌ای پال پیرس و چند چهرهٔ دیگر به‌عنوان متهم معرفی شد؛ این افراد متهم بودند که توکن اتریوم مکس را در شبکه‌های اجتماعی تبلیغ کرده‌اند. در اکتبر ۲۰۲۲، کمیسیون بورس و اوراق بهادار آمریکا اعلام کرد که کارداشیان موافقت کرده یک جریمهٔ ۱٫۲۶ میلیون دلاری بپردازد، به‌مدت سه سال دارایی‌های رمزارزی را تبلیغ نکند و در تحقیقات جاری همکاری نماید، بدون آنکه گناهکار بودن یا بی‌گناهی خود را بپذیرد یا رد کند؛ دلیل این اقدام عدم افشای دریافت مبلغ ۲۵۰ هزار دلار برای تبلیغ توکن اتریوم مکس بود. در دسامبر ۲۰۲۲، قاضی مایکل دبلیو. فیتزجرالد از دادگاه منطقه‌ای کالیفرنیای مرکزی ایالات متحده این پرونده را به‌دلیل نبود شواهد کافی و استانداردهای سخت‌گیرانهٔ اثبات کلاهبرداری رد کرد.
در آوریل ۲۰۲۲، کارداشیان به همراه یکی از شرکای پیشین گروه کارلایل، شرکت سرمایه‌گذاری خصوصی اسککای پارتنرز را تأسیس کرد؛ مادرش کریس جنر نیز از شرکای این شرکت بود. در دسامبر ۲۰۲۴، او از سمت شریک مدیریتی کناره‌گیری کرد و به‌عنوان مشاور ارشد عملیاتی باقی ماند، در حالی که جنر کاملاً از شرکت خارج شد. در ژوئیه ۲۰۲۲، کارداشیان نخستین حضور خود در هفتهٔ مد پاریس را با راه رفتن روی صحنهٔ نمایش برند بالینسیاگا در کنار نیکول کیدمن، دوا لیپا و کریستین کوئین تجربه کرد. ماه بعد، او به همراه بیتس الکترونیکس مجموعه‌ای از ایربادهای بی‌سیم را در پالت رنگی الهام‌گرفته از «سبک مینیمالیستی امضایی» خود عرضه کرد. در سپتامبر همان سال، برند دولچه  گابانا کلکسیون بهار-تابستان ۲۰۲۳ خود را با کارگردانی خلاق کارداشیان معرفی کرد؛ این مجموعه با رجوع به آرشیو ۱۹۸۷ تا ۲۰۰۷ این برند و با الهام از «همسر ایتالیایی مافیایی اغواگر» طراحی شد. تحت قراردادی انحصاری با اسپاتیفای، او مجری و تهیه‌کنندهٔ مشترک پادکست هشت‌قسمتی سیستم:;پرونده کوین کیت شد که در اکتبر ۲۰۲۲ منتشر شد و به بررسی تناقض‌های پروندهٔ کوین کیت، محکوم به قتل سه‌گانه در ۱۹۹۴ در اوهایو می‌پرداخت.
کارداشیان در فصل دوازدهم سریال داستان ترسناک آمریکایی با عنوان Delicate، همراه با اما رابرتس نقش‌آفرینی کرد. این نخستین نقش تلویزیونی دارای فیلمنامهٔ او بود و او در نقش «شوبان کوربین»، دوست و مدیر برنامهٔ شخصیت اصلی ظاهر شد. این فصل بر اساس رمان Delicate Condition نوشتهٔ دنیل ولنتاین ساخته شد و در دو بخش در سپتامبر ۲۰۲۳ و آوریل ۲۰۲۴ از شبکهٔ اف‌اکس پخش شد. تولید فصل به‌طور موقت به دلیل اعتصابات هالیوود ۲۰۲۳ متوقف شد. بازی کارداشیان با بازخورد مثبت منتقدان همراه بود. آنتونی دالساندرو از ددلاین هالیوود او را برای نقش شوبان کوربین «کاملاً مناسب» دانست؛ در حالی که کولمن اسپیلد از دیلی بیست کارداشیان را «بهترین بخش فصل» توصیف کرد. در اوت ۲۰۲۴، او قراردادی برای تولید محتوای تلویزیونی با استودیو تلویزیون بیستم امضا کرد تا مجموعه‌های دارای فیلمنامه توسعه و تولید کند. نخستین پروژه تحت این قرارداد سریال Group Chat خواهد بود که بر اساس کتاب The Love Playbook: Rules for Love, Sex and Happiness (۲۰۱۴) نوشتهٔ لا لا آنتونی ساخته می‌شود؛ این سریال برای هولو در نظر گرفته شده و کارداشیان به‌همراه کنیا باریس و خود آنتونی تهیه‌کنندگان اجرایی آن خواهند بود، در حالی که آنتونی در پروژه بازی هم خواهد کرد. او بار دیگر با بیتس الکترونیکس همکاری کرد و مجموعهٔ «بیتس x کیم» را شامل سه هدفون بیتس استودیو پرو در رنگ‌های نود عرضه کرد. در ۲۳ دسامبر ۲۰۲۴، کارداشیان نسخه‌ای کاور از آهنگ «سانتا بیبی» را منتشر کرد که توسط تراویس بارکر تهیه شده بود؛ این نخستین انتشار موسیقی او پس از تک‌آهنگ ۲۰۱۱ با نام آهنگ موردعلاقه (صداشو زیاد کن) محسوب می‌شد و موزیک‌ویدئوی آن شامل حضور کوتاه مکالی کالکین بود.
کارداشیان قرار است تهیه‌کنندهٔ اجرایی و بازیگر اصلی سریال درام حقوقی All's Fair به کارگردانی رایان مورفی باشد. او در این مجموعه نقش «آلورا گرانت»، وکیل طلاق و مالک یک شرکت حقوقی تمام‌زن را ایفا خواهد کرد. این سریال در پاییز ۲۰۲۵ در هولو (در آمریکا) و دیزنی پلاس (بین‌المللی) پخش خواهد شد. او همچنین در فیلم کمدی نتفلیکس The Fifth Wheel به کارگردانی اوا لونگوریا و نویسندگی پائولا پل و جینین بریتو نقش‌آفرینی خواهد کرد و یکی از بازیگران زن اصلی آن خواهد بود. افزون بر این، او قرار است در یک فیلم مهیج بدون عنوان از آمازون ام‌جی‌ام استودیوز که توسط ناتالی کرینسکی نوشته شده و «با در نظر گرفتن کارداشیان» ساخته می‌شود، بازی کند و به‌عنوان تهیه‌کننده نیز حضور داشته باشد. همچنین او تهیه‌کنندهٔ فیلم لایواکشن Bratz از آمازون ام‌جی‌ام استودیوز خواهد بود و از ژوئن ۲۰۲۵ در حال مذاکره برای ایفای نقش شخصیت منفی این فیلم است.

## زندگی شخصی

### روابط

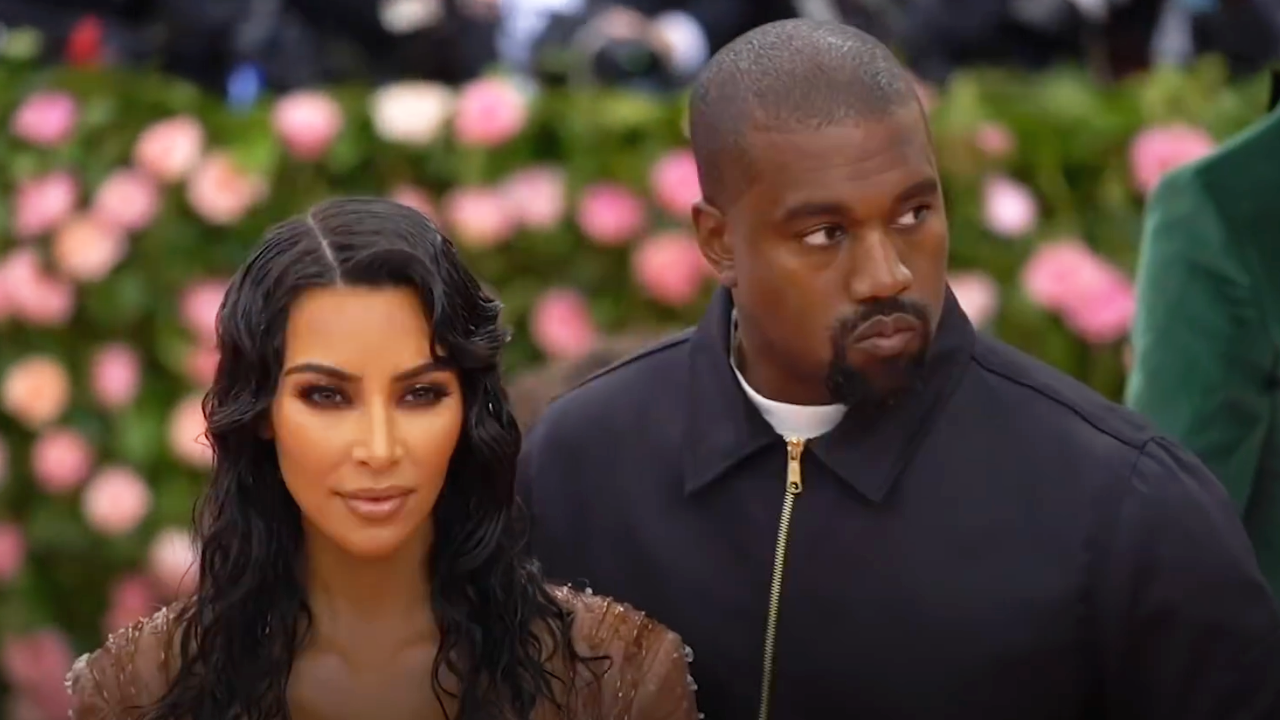
کیم به همراه همسر سابقش کانیه وست در مت گالا ۲۰۱۹

در سال ۲۰۰۰ و در ۱۹ سالگی، کارداشیان با تهیه‌کننده موسیقی، دیمون توماس، فرار کرد و ازدواج نمود. توماس در سال ۲۰۰۳ دادخواست طلاق داد. کارداشیان بعدها علت جدایی را سوءاستفادهٔ جسمی و عاطفی او دانست و همچنین گفت که در مراسم ازدواجشان تحت تأثیر اکستازی بوده است. پیش از نهایی شدن طلاق، کارداشیان با خواننده ری جی وارد رابطه شد.
کارداشیان سپس با رگی بوش وارد رابطه شد. رابطهٔ آن‌ها پس از معرفی توسط مت لاینارت در مراسم جوایز اسپی سال ۲۰۰۷ آغاز شد. این دو در ۲۷ ژوئیهٔ ۲۰۰۹ از هم جدا شدند اما در ۲۸ سپتامبر همان سال دوباره با هم آشتی کردند. کارداشیان همچنین مدتی کوتاه در سال ۲۰۱۰ با بازیکن ان‌اف‌ال، مایلز آستین، رابطه داشت.
در مهٔ ۲۰۱۱، کارداشیان با بازیکن ان‌بی‌ای، کریس هامفریز، نامزد شد که از اکتبر ۲۰۱۰ با او در رابطه بود. آن‌ها در ۲۰ اوت همان سال در مونتسیتو، کالیفرنیا ازدواج کردند. او هم‌زمان عطری به نام «عشق کیم کارداشیان» منتشر کرد که با مراسم ازدواجش هماهنگ بود. ویژه‌برنامه‌ای دو قسمتی از آمادگی‌ها و مراسم ازدواج در اوایل اکتبر ۲۰۱۱ از شبکهٔ ئی! پخش شد که روزنامهٔ واشینگتن پست آن را «هجوم رسانه‌ای» توصیف کرد. پس از ۷۲ روز زندگی مشترک، او در ۳۱ اکتبر به دلیل «اختلافات حل‌نشدنی» درخواست طلاق داد. برخی رسانه‌ها این ازدواج را صرفاً یک حرکت تبلیغاتی برای تقویت برند خانوادهٔ کارداشیان دانستند.
کارداشیان در آوریل ۲۰۱۲ با رپر و دوست دیرینه‌اش، کانیه وست، وارد رابطه شد، در حالی که هنوز به‌طور قانونی همسر هامفریز محسوب می‌شد. طلاق او در ۳ ژوئن ۲۰۱۳ نهایی شد. کارداشیان و وست در ۲۱ اکتبر همان سال، هم‌زمان با تولد ۳۳ سالگی او نامزد شدند و در ۲۴ مهٔ ۲۰۱۴ در فلورانس ایتالیا ازدواج کردند. مراسم ازدواج او پوشش رسانه‌ای گسترده‌ای داشت و نیویورک تایمز ازدواج آن‌ها را «طوفان تاریخی شهرت» توصیف کرد. وست او را «موز» (الهام‌بخش) خود نامید.
در ژانویهٔ ۲۰۲۱ گزارش شد که این زوج در حال بررسی طلاق هستند و در ۱۹ فوریه همان سال، کارداشیان به‌طور رسمی دادخواست طلاق داد. او در ۲ مارس ۲۰۲۲ به‌طور قانونی از هم جدا شدند و در ۲۹ نوامبر ۲۰۲۲ توافق نهایی طلاق به دست آمد.
کارداشیان از نوامبر ۲۰۲۱ تا اوت ۲۰۲۲ با بازیگر و کمدین پیت دیویدسون در رابطه بود. از سپتامبر ۲۰۲۳ تا مارس ۲۰۲۴ نیز گزارش شد که او با بازیکن ان‌اف‌ال، اودل بکام جونیور، رابطه داشته است.

### دین و مذهب
کیم کارداشیان یک مسیحی است و خود را «بسیار مذهبی» توصیف کرده است. او در مدارس مسیحی با سنت‌های پروتستانی و کاتولیک رومی آموزش دیده است.
در اکتبر ۲۰۱۹، او طی مراسمی در کلیسای جامع اچمیادزین، کلیسای مادر کلیسای حواری ارمنی، غسل تعمید یافت و نام ارمنی «هغینه» (Հեղինէ) را دریافت کرد.
در آوریل ۲۰۱۵، کارداشیان و کانیه وست به محله ارمنی در بخش قدیمی اورشلیم سفر کردند تا دخترشان را در کلیسای حواری ارمنی غسل تعمید دهند. این مراسم در کلیسای هاکوپ مقدس برگزار شد و کلویی کارداشیان به‌عنوان مادرخوانده منصوب گردید.
او همچنین در اکتبر ۲۰۱۹ سه فرزند کوچک‌تر خود را در همان مجموعه کلیسای جامع اچمیادزین غسل تعمید داد.

### ثروت

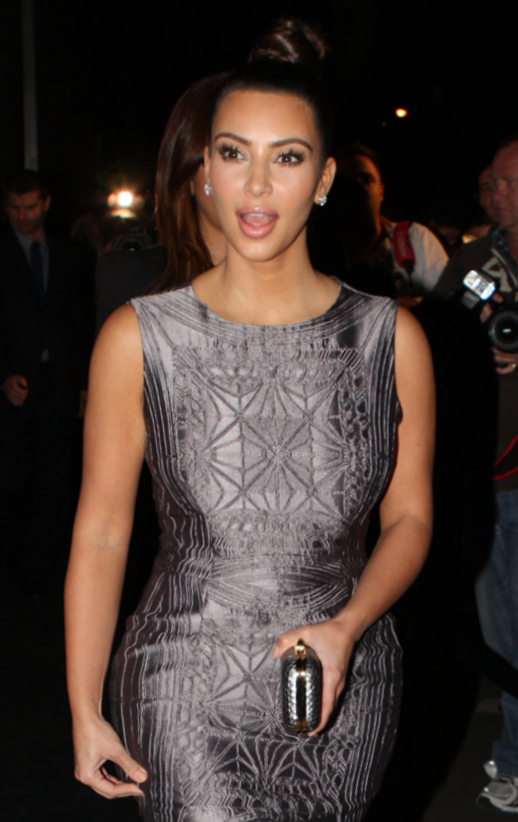
کیم در استرالیا برای مراسم ای! نیوز در ۲۰۱۲

در مهٔ ۲۰۱۴، ثروت کارداشیان حدود ۴۵ میلیون دلار آمریکا برآورد شد. در سال ۲۰۱۵، مجلهٔ فوربز گزارش داد که او «بیش از هر زمان دیگری درآمد داشته، چرا که درآمدش تقریباً دو برابر شده و از ۲۸ میلیون دلار در سال ۲۰۱۴ به ۵۳ میلیون دلار رسیده است»، و افزود که او «شهرت را بهتر از هر فرد دیگری به سرمایه تبدیل کرده است». بخش عمده‌ای از درآمد او در اوایل تا میانهٔ دههٔ ۲۰۱۰ شامل فروش عمدهٔ خط پوشاک «کارداشیان کالکشن» در فروشگاه زنجیره‌ای سیرز بود که در سال ۲۰۱۳ حدود ۶۰۰ میلیون دلار فروش داشت؛ همچنین خط لوازم آرایشی «کارداشیان بیوتی»، محصولات برنزه‌کنندهٔ برند کارداشیان، فروشگاه زنجیره‌ای «دَش» و پست‌های تبلیغاتی در شبکه‌های اجتماعی که هر کدام بین ۳۰۰ تا ۵۰۰ هزار دلار ارزش داشتند. تا ژوئیهٔ ۲۰۱۸، ثروت کارداشیان ۳۵۰ میلیون دلار تخمین زده شد. او از هیچ‌یک از دو ازدواج نخست خود نفقه‌ای دریافت نکرده است.
کارداشیان در آوریل ۲۰۲۱ به لطف شرکت لباس‌های فرم «اسکیمز»، برند «کی‌کی‌دبلیو بیوتی»، برنامهٔ تلویزیون واقع‌نما، تبلیغات و سرمایه‌گذاری‌ها، میلیاردر شد. مجلهٔ فوربز ثروت او را در دسامبر ۲۰۲۴ حدود ۱٫۷ میلیارد دلار برآورد کرد که او را در میان ثروتمندترین چهره‌های مشهور جهان قرار می‌دهد.
کارداشیان چندین بار در فهرست ۱۰۰ ستاره ثروتمند مجلهٔ فوربز قرار گرفته است، فهرستی که پردرآمدترین افراد مشهور سالانه را معرفی می‌کند. او نخستین بار در سال ۲۰۱۲ در این فهرست ظاهر شد و با ۱۸ میلیون دلار درآمد، هفتمین فرد پردرآمد آن سال بود. در سال ۲۰۱۶، کارداشیان با ۵۱ میلیون دلار درآمد، چهل‌ودومین فرد پردرآمد بود؛ ۴۰ درصد درآمدش در آن سال از بازی موبایلی Kim Kardashian: Hollywood به دست آمد. در سال‌های ۲۰۱۷، ۲۰۱۸ و ۲۰۱۹ به ترتیب در رتبه‌های ۴۷، ۳۰ و ۲۶ قرار گرفت، با درآمدهایی معادل ۴۵٫۵ میلیون،۶۷ میلیون، و ۷۲ میلیون دلار؛ که رقم سال ۲۰۱۹ بالاترین درآمد ثبت‌شدهٔ او تاکنون است. در سال ۲۰۲۰، او با ۴۹٫۵ میلیون دلار درآمد، چهل‌وهشتمین فرد پردرآمد بود. بخش بزرگی از این درآمد از برند لوازم آرایشی کی‌کی‌دبلیو بیوتی بود که در سال قبل از آن ۱۰۰ میلیون دلار فروش داشت.
کاردیشیان در میان ده فرد پردرآمد اینستاگرام قرار دارد. او تا سال ۲۰۲۳ بیش از ۱٫۶۸ میلیون دلار برای هر پست تبلیغاتی دریافت می‌کرد. در سال ۲۰۲۴، او دوازدهمین فرد پردرآمد اینستاگرام بود و از پست‌های تبلیغاتی بیش از ۴٫۳۷ میلیون دلار به دست آورد.

### جراحی زیبایی
تغیرات ظاهری به خصوص در صورت کیم کارداشیان توسط بسیاری از رسانه‌های مطرح و در شبکه‌های اجتماعی مورد توجه قرار گرفته است. پزشکان متخصص زیبایی از جمله دکتر جفری رونسلی، جراح پلاستیک با کنار گذاشتن تصاویر قبل و بعد از صورت او تغیراتی مربوط به شکل بینی اشاره کرد. بعد از اظهارات کاربران، بسیاری از افراد و پزشکان تصاویر کیم را در کنار هم قرار دادند تا متوجه دیگر تغیرات نیز بشوند چرا که برای هر کس باورپذیر نیست با وجود افزایش سن زیباتر شده است. بسیاری معتقد هستن که کیم کارداشیان اقدامات احتمالی مانند ریتیدکتومی، جراحی بینی، تزریق لب، لیپوساکشن، انتقال چربی، جراحی سینه و باسن (افزایش سایز) و… انجام داده است.
در سال ۲۰۱۲ در یک مصاحبه رسانه عمومی در خصوص گمانه زنی دربارهٔ جراحی‌های زیبایی اظهار کرد که: «مردم و رسانه‌ها اکثر زمان‌ها می‌گویند که من عمل بینی و جراحی پلاستیک انجام داده‌ام و از عکس‌های قبل و بعد از آن استفاده می‌کنند، اما عکس بعد واقعاً در زمان قبل گرفته شده است.»

### دزدی پاریس
در ۲ اکتبر ۲۰۱۶، کارداشیان هنگام حضور در هفته مد پاریس در آپارتمانی که اقامت داشت، با تهدید اسلحه مورد سرقت قرار گرفت. پنج فرد که لباس پلیس بر تن داشتند، او را بستند و جلوی دهانش را گرفتند و سپس جواهراتی به ارزش ۱۰ میلیون دلار را ربودند. سارقین با تهدید سرایدار وارد ساختمان شدند و پس از رسیدن به اتاق کارداشیان، اسلحه را به سر او نشانه رفتند و خواستار حلقه‌اش شدند. آن‌ها دست‌ها و پاهای او را با بست پلاستیکی بستند و چشم و دهانش را با چسب پوشاندند. کارداشیان که در وان حمام قرار داده شده بود، آسیبی جسمی ندید اما گفته می‌شود برای جان خود التماس می‌کرد. او موفق شد دست‌هایش را آزاد کند و کمک بخواهد، در حالی که سارقین پس از برداشتن جعبه جواهراتش گریختند.
در ۶ اکتبر ۲۰۱۶ اعلام شد که فیلم‌برداری فصل بعدی مجموعه «پابه پای خانواده کارداشیان» به‌طور نامحدود به حالت تعلیق درآمده است.
پس از سرقت، برخی منتقدان نسبت به واقعی بودن ماجرا ابراز تردید کردند و آن را با ادعای دروغین سرقت رایان لاکتی، شناگر المپیکی، مقایسه نمودند. در ۱۰ اکتبر ۲۰۱۶ ویدئویی منتشر شد که کارداشیان را بلافاصله پس از حادثه نشان می‌داد؛ او در حال استفاده از تلفن همراهی بود که قبلاً گزارش کرده بود به سرقت رفته است. این امر تردیدها را افزایش داد و باعث شد کارداشیان روز بعد علیه چند رسانه شکایت کند و دستور قضایی برای حذف ویدئو بگیرد. او در ۲۵ اکتبر همان سال شکایت خود را پس گرفت و تولید برنامه در ۲۶ اکتبر از سر گرفته شد.
در ۹ ژانویه ۲۰۱۷، پلیس فرانسه ۱۷ نفر را برای بازجویی در این پرونده بازداشت کرد و اندکی بعد ۱۶ نفر به اتهام دست داشتن در سرقت بازداشت شدند. در سال ۲۰۲۰ اعلام شد دادستان‌های فرانسه محاکمه ۱۲ متهم را پیگیری خواهند کرد. به دلیل سن بالای برخی از مظنونان که وارد اتاق او شده بودند، مطبوعات آنان را «دزدان پدربزرگ» نامیدند.
در آوریل ۲۰۲۵، این پرونده سرانجام به دادگاه رسید و کارداشیان شخصاً در جلسه حاضر شد و شهادت داد.

## کنشگری

### فعالیت‌های سیاسی
کارداشیان در مصاحبه با مجله جی‌کیو برای شمارگان ژوئیه ۲۰۱۶ مجله، خود را دموکرات توصیف کرد و حمایت خود را از هیلاری کلینتون در انتخابات ریاست جمهوری ایالات متحده آمریکا (۲۰۱۶) اعلام کرد.

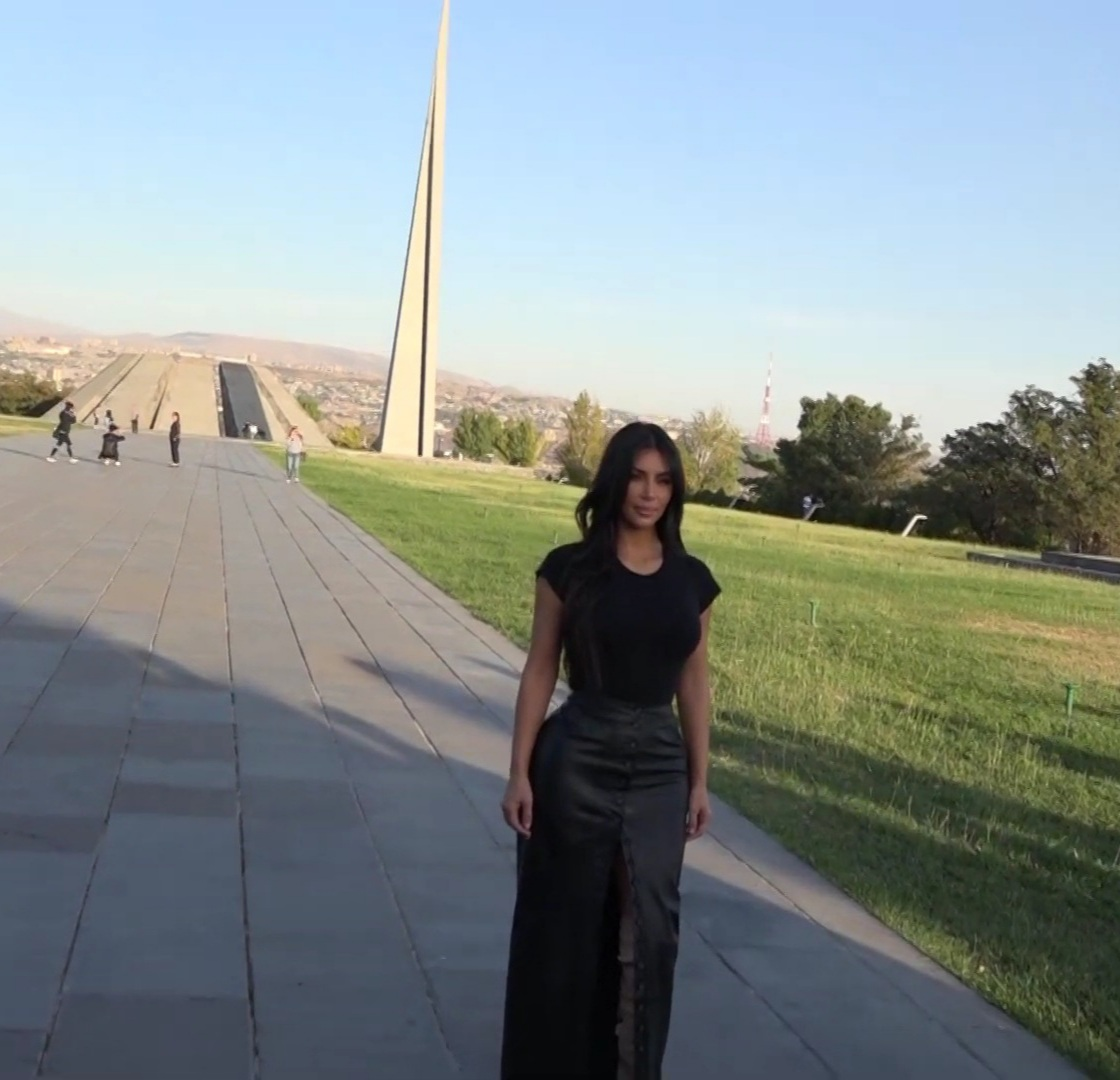
کارداشیان در مقابل یادمان نسل‌کشی ارمنی‌ها در ایروان، ارمنستان در اکتبر ۲۰۱۹

کارداشیان به تبار ارمنی و اسکاتلندی خود ابراز افتخار کرده است. وی تابعیت هیچ‌یک از این دو کشور را نداشته و توانایی صحبت به زبان ارمنی را هم ندارد. وی بارها در مورد به رسمیت شناختن نسل‌کشی ارمنی‌ها صحبت کرده و رئیس‌جمهور باراک اوباما و دولت ایالات متحده را تشویق کرده است که آن را به رسمیت بشناسند. در آوریل ۲۰۱۵، کارداشیان به همراه همسرش، خواهرش کلویی و دخترش نورث به ارمنستان سفر کردند و از یادمان نسل‌کشی ارمنی‌ها در ایروان دیدن کردند. در آوریل ۲۰۱۶، کارداشیان مقاله ای در وب سایت خود نوشت و روزنامه وال استریت ژورنال را به دلیل نمایش دادن تبلیغات انکار نسل‌کشی ارمنی‌ها محکوم کرد. وی در سفر دیگری به ارمنستان در سال ۲۰۱۹ اظهار داشت که «در مورد [نسل‌کشی ارمنی‌ها] با افراد داخلی در کاخ سفید صحبت می‌کند.» وی افزود که «تاکنون در مورد آن با رئیس‌جمهور دونالد ترامپ گفتگوی خصوصی نداشته است.» در سال ۲۰۲۰، کارداشیان اقدامات جمهوری آذربایجان در جنگ ناگورنو قره‌باغ (۲۰۲۰) را محکوم و حمایت خود را از ارمنستان و جمهوری آرتساخ ابراز کرد.
کارداشیان همچنین در زمینه اصلاح سیستم زندان‌های ایالات متحده کار کرده است. او برای تخفیف در مجازات کریس یانگ و همچنین آلیس ماری جانسون تلاش کرد. جانسون در ژوئن ۲۰۱۸ پس از پشت سر گذاشتن ۲۱ سال حبس، با تخفیف در حکمش از سوی دونالد ترامپ، از مؤسسه اصلاحی فدرال آزاد شد. وی همراه با ون جونز و جرد کوشنر در ترغیب رئیس‌جمهور ترامپ برای حمایت از لایحه گام اول، که اصلاحات اساسی در سیستم زندان‌های ایالات متحده ایجاد کرد، نقش مهمی داشت. این لایحه با اکثریت آرا در سنای آمریکا تصویب شد.
وی به همراه همسرش در اکتبر ۲۰۱۸ در سفری به اوگاندا با رئیس‌جمهور یووری موسونی دیدار کرد. آنها یک کنفرانس مطبوعاتی داشتند و کانیه در مورد گردشگری در اوگاندا صحبت کرد. این زوج به دلیل ملاقات با یک دیکتاتور که اخیراً مخالفانش را سرکوب کرده بود، مورد انتقاد قرار گرفتند.

### اصلاح زندان‌ها و فعالیت‌های عفو
کاردشیان در زمینه اصلاح نظام زندان فعالیت داشته و برای کاهش مجازات کریس یانگ و همچنین آلیس ماری جانسون، زنی که به دلیل نخستین جرم مواد مخدر خود به حبس ابد محکوم شده بود، تلاش کرد. جانسون رهبر یک باند بزرگ کوکائین در تنسی بود. در ژوئن ۲۰۱۸، رئیس‌جمهور وقت ایالات متحده، دونالد ترامپ، حکم او را بخشید. کاردشیان به همراه ون جونز و جرد کوشنر نقش مهمی در ترغیب ترامپ به حمایت از «قانون نخستین گام» داشت؛ قانونی که اصلاحات عمده‌ای در نظام زندان‌های آمریکا ایجاد کرد. ون جونز بعدها اظهار داشت که بدون کاردشیان، این قانون هرگز تصویب نمی‌شد زیرا حمایت رئیس‌جمهور را جلب نمی‌کرد. این قانون با اکثریت قاطع در سنای آمریکا تصویب شد.

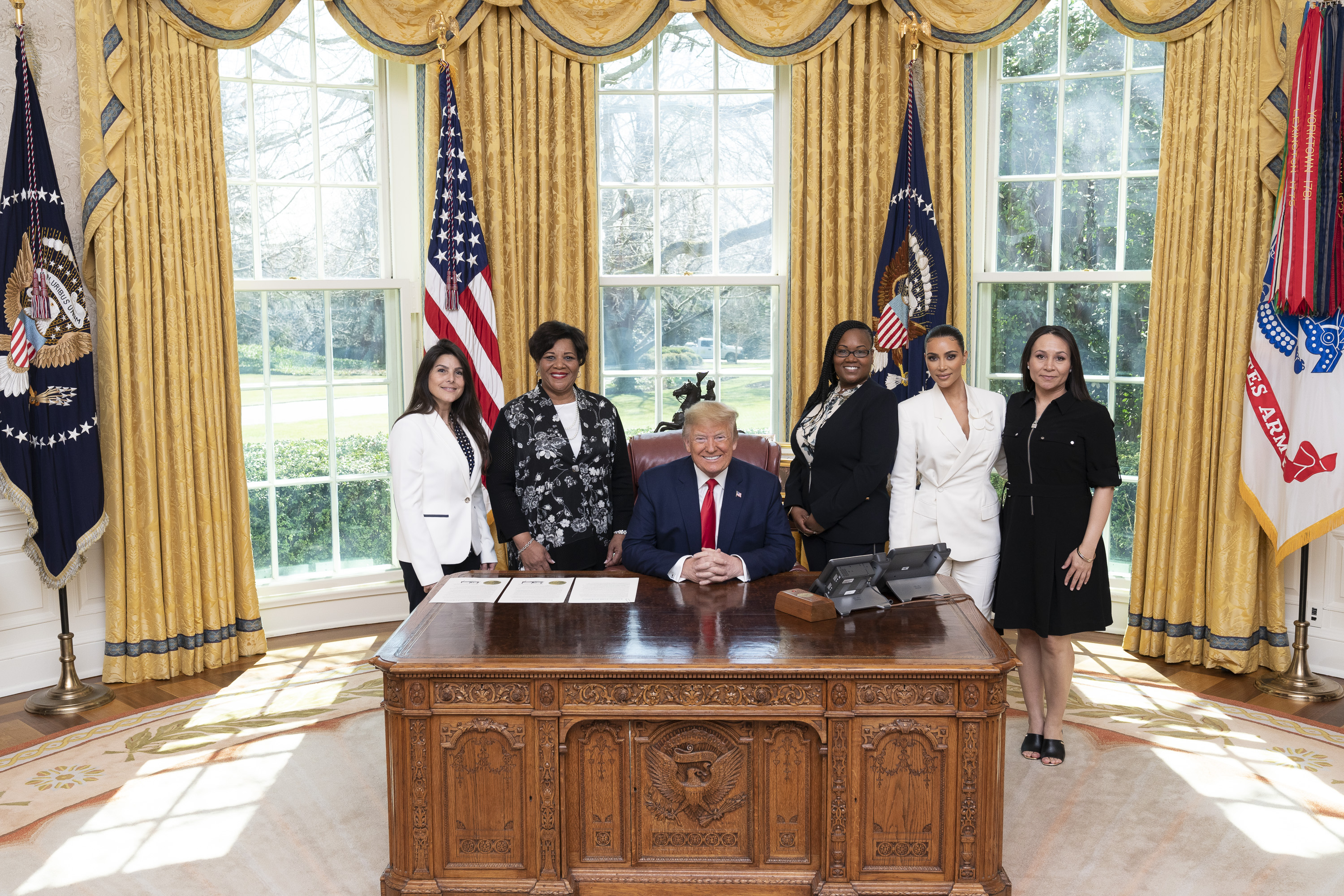
کاردیشیان (دومین نفر از راست) به همراه دونالد ترامپ، رئیس‌جمهور ایالات متحده، از دریافت‌کنندگان تخفیف مجازات در سال ۲۰۱۸ استقبال می‌کند.

در سال ۲۰۱۹، کاردشیان بخش عمده هزینه‌های کمپین ۹۰ روز تا آزادی را تأمین کرد؛ ابتکاری که توسط وکلای بریتنی کی. بارنت و می‌انجل کودی برای آزادی محکومان مواد مخدر غیرخشونت‌آمیز از حبس ابد راه‌اندازی شد. این تلاش منجر به آزادی ۱۷ نفر تحت مفاد قانون نخستین گام شد. رسانه‌ها موفقیت این کمپین را تا حد زیادی به کاردشیان نسبت دادند. واکنش‌ها به مشارکت او متفاوت بود؛ از تحسین گرفته تا انتقاد مبنی بر اینکه این اقدام یک تبلیغ شخصی است یا او اعتبار کاری را که دیگران انجام داده بودند به نام خود ثبت کرده است. با این حال، بارنت در پستی در فیسبوک در ۷ مه همان سال نوشت: «کیم زمانی که بنیادها ما را رد کردند، دست یاری به سوی ما دراز کرد. ما، موکلان و خانواده‌هایشان عشق زیادی به او داریم و عمیقاً قدردان او هستیم.»
در آوریل ۲۰۲۲، کاردشیان در مجموعه‌ای از توییت‌ها خواستار عفو ملیسا لوسیو، تنها زن لاتین‌تبار در صف اعدام تگزاس شد. او نوشت: «اخیراً دربارهٔ پرونده ملیسا لوسیو خواندم و می‌خواهم داستان او را با شما در میان بگذارم. او بیش از ۱۴ سال است به دلیل مرگ دخترش که یک حادثه غم‌انگیز بود در صف اعدام قرار دارد.» لوسیو به دلیل سوءاستفاده و مرگ دختر دو ساله‌اش محکوم به اعدام شده بود. کاردشیان همان روز توییت‌های خود را حذف کرد. وقتی اجرای حکم لوسیو در ۲۵ آوریل متوقف شد، او در شبکه‌های اجتماعی خود ابراز خوشحالی کرد.
در ژوئیه ۲۰۲۲، او حمایت خود را از آزادی رپر گانا که بدون قرار وثیقه به اتهام نقض قانون سازمان‌های تحت نفوذ فساد (RICO) زندانی شده بود اعلام کرد. با این حال، در اکتبر همان سال دادگاه دوباره با آزادی او پیش از محاکمه مخالفت کرد. در دسامبر، گانا به اتهام مشارکت در یک پرونده «بزهکاری سازمان‌یافته» اعتراف کرد و به پنج سال زندان محکوم شد که یک سال آن به‌عنوان مدت سپری‌شده در زندان محاسبه شد و باقی مدت به شرط رعایت آزادی مشروط تعلیق گردید. او سپس آزاد شد و موظف شد ۵۰۰ ساعت خدمات اجتماعی انجام دهد.
در دسامبر ۲۰۲۳، کاردشیان به صورت عمومی از بی‌گناهی توفورست جانسون، زندانی ایالت آلاباما که بیش از ۲۵ سال است در صف اعدام قرار دارد، حمایت کرد. این در حالی بود که دادستان اصلی پرونده و دادستان فعلی شهرستان دنی کار خواستار لغو محکومیت او شده بودند. کاردشیان در اینستاگرام نوشت: «توفورست جانسون کیست؟ و چرا ایالت آلاباما یک مرد بی‌گناه را در صف اعدام نگه داشته است؟» او همچنین لینکی به پادکست Earwitness که دربارهٔ این پرونده است و یک وبگاه حمایت از جانسون قرار داد. در مارس و آوریل ۲۰۲۴ نیز او ویدیویی از دختر جانسون، آکریا تری، در اینستاگرام خود منتشر کرد. جانسون همچنان در صف اعدام آلاباما قرار دارد و تاریخ اجرای حکمی برای او تعیین نشده است.